# Quan hệ ngoại giao của Việt Nam

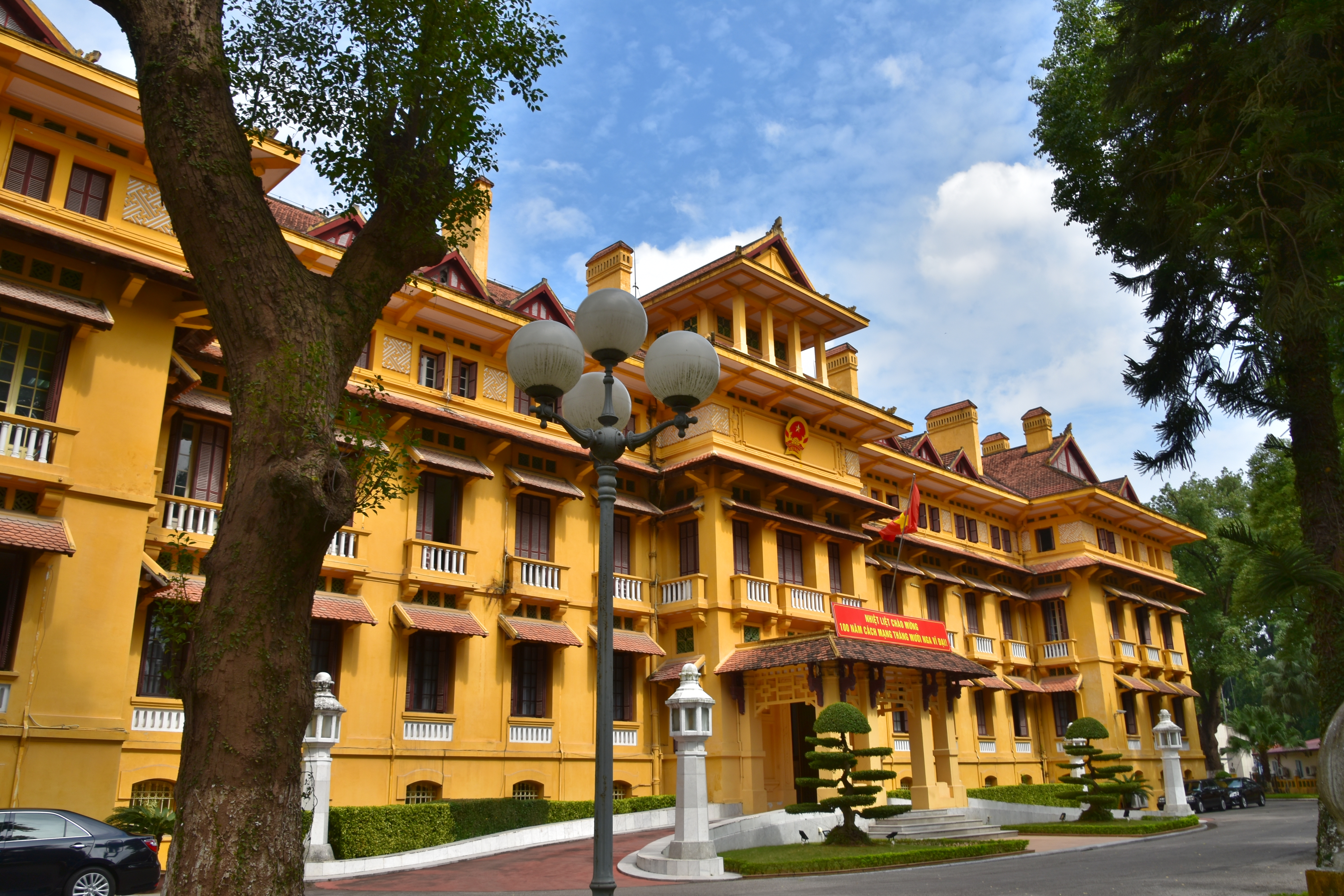
Bộ Ngoại giao tại Hà Nội

Việt Nam hiện nay, dưới chính thể Cộng hòa xã hội chủ nghĩa Việt Nam đến nay đã thiết lập quan hệ ngoại giao với 194 trong 200 quốc gia trên toàn thế giới; thiết lập khuôn khổ quan hệ ổn định, lâu dài với 30 đối tác chiến lược và toàn diện, tạo nền tảng vững chắc để Việt Nam cùng các nước nâng tầm hợp tác vì lợi ích của mỗi nước và vì hòa bình, hợp tác và phát triển ở khu vực và trên thế giới.
Nước mới nhất mà Việt Nam thiết lập quan hệ ngoại giao là Malawi (23 tháng 9 năm 2024 theo giờ Mỹ). Việt Nam hiện có quan hệ ngoại giao với 1 quan sát viên và 1 vùng lãnh thổ tranh chấp thực tế không độc lập: Palestine và Tây Sahara. Chưa có quan hệ ngoại giao với 1 quốc gia thành viên và 1 quan sát viên thuộc Liên Hợp Quốc: Tuvalu, và Thành Vatican. Việt Nam đã thiết lập quan hệ bình thường với tất cả nước lớn, các Ủy viên thường trực của Hội đồng Bảo an Liên Hợp Quốc.
Trong số các nước đã thiết lập quan hệ ngoại giao, Việt Nam đã tuyên bố thiết lập quan hệ Đối tác chiến lược toàn diện với 13 quốc gia, Đối tác chiến lược với 10 quốc gia và Đối tác toàn diện với 14 quốc gia, bao gồm:
| Đối tác        | Loại quan hệ                 | Ngày nâng cấp quan hệ |
| -------------- | ---------------------------- | --------------------- |
| Trung Quốc     | Đối tác chiến lược toàn diện | 05/2008               |
| Nga            | Đối tác chiến lược toàn diện | 07/2012               |
| Ấn Độ          | Đối tác chiến lược toàn diện | 03/09/2016            |
| Hàn Quốc       | Đối tác chiến lược toàn diện | 05/12/2022            |
| Hoa Kỳ         | Đối tác chiến lược toàn diện | 13/09/2023            |
| Nhật Bản       | Đối tác chiến lược toàn diện | 27/11/2023            |
| Úc             | Đối tác chiến lược toàn diện | 07/03/2024            |
| Pháp           | Đối tác chiến lược toàn diện | 07/10/2024            |
| Malaysia       | Đối tác chiến lược toàn diện | 21/11/2024            |
| New Zealand    | Đối tác chiến lược toàn diện | 26/02/2025            |
| Indonesia      | Đối tác chiến lược toàn diện | 10/03/2025            |
| Singapore      | Đối tác chiến lược toàn diện | 12/03/2025            |
| Thái Lan       | Đối tác chiến lược toàn diện | 16/05/2025            |
| Tây Ban Nha    | Đối tác chiến lược           | 2009                  |
| Vương quốc Anh | Đối tác chiến lược           | 2010                  |
| Đức            | Đối tác chiến lược           | 2011                  |
| Ý              | Đối tác chiến lược           | 2015                  |
| Philippines    | Đối tác chiến lược           | 2015                  |
| Brazil         | Đối tác chiến lược           | 17/11/2024            |
| Cộng hòa Séc   | Đối tác chiến lược           | 20/01/2025            |
| Kazakhstan     | Đối tác chiến lược           | 06/05/2025            |
| Azerbaijan     | Đối tác chiến lược           | 07/05/2025            |
| Belarus        | Đối tác chiến lược           | 12/05/2025            |
| Nam Phi        | Đối tác toàn diện            | 2004                  |
| Chile          | Đối tác toàn diện            | 2007                  |
| Venezuela      | Đối tác toàn diện            | 2007                  |
| Argentina      | Đối tác toàn diện            | 2010                  |
| Ukraina        | Đối tác toàn diện            | 2011                  |
| Đan Mạch       | Đối tác toàn diện            | 2013                  |
| Myanmar        | Đối tác toàn diện            | 2017                  |
| Canada         | Đối tác toàn diện            | 2017                  |
| Hungary        | Đối tác toàn diện            | 2018                  |
| Brunei         | Đối tác toàn diện            | 2019                  |
| Hà Lan         | Đối tác toàn diện            | 2019                  |
| Mông Cổ        | Đối tác toàn diện            | 2024                  |
| UAE            | Đối tác toàn diện            | 2024                  |
| Thụy Sĩ        | Đối tác toàn diện            | 2025                  |

Về chủ trương, theo Báo cáo Chính trị của Ban Chấp hành Trung ương Đảng Cộng sản Việt Nam khóa X tại Đại hội đại biểu toàn quốc lần thứ XI đã nêu lên chính sách đối ngoại: Thực hiện nhất quán đường lối đối ngoại độc lập, tự chủ, hòa bình, hợp tác và phát triển; đa phương hóa, đa dạng hóa quan hệ, chủ động và tích cực hội nhập quốc tế; là bạn, đối tác tin cậy và thành viên có trách nhiệm trong cộng đồng quốc tế; vì lợi ích quốc gia, dân tộc, vì một nước Việt Nam xã hội chủ nghĩa giàu mạnh.

## Lịch sử ngoại giao
Việt Nam có hàng nghìn năm lịch sử với nền ngoại giao tinh tế và hiển hách. Từ 1000 năm Bắc thuộc, trải qua các triều đại từ Vua Hùng, An Dương Vương, Ngô, Đinh, Tiền Lê, Lý, Trần, Hậu Lê và Nguyễn, Việt Nam chủ yếu có quan hệ ngoại giao với các triều đình phong kiến Trung Quốc. Nền ngoại giao hiện đại của Việt Nam ra đời khi Việt Nam Dân chủ Cộng hòa được thành lập ngày 2 tháng 9 năm 1945. Chủ tịch Hồ Chí Minh là người đầu tiên đứng đầu ngành ngoại giao của Việt Nam.

### Thời kỳ chiến tranh

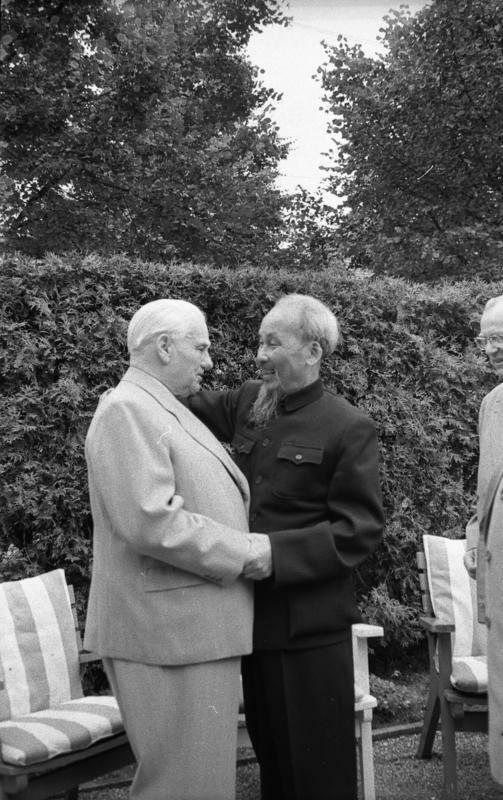
Chủ tịch Hồ Chí Minh và Chủ tịch Wilhelm Pieck của Cộng hòa Dân chủ Đức năm 1957.

- Giai đoạn 1945–1946: Là thời kỳ cực kỳ khó khăn của đất nước nói chung và ngoại giao Việt Nam nói riêng. Nhà nước độc lập non trẻ chưa được nước nào công nhận. Chính sách ngoại giao của Việt Nam lúc đó đã hòa hoãn với Quốc dân Đảng và quân đội Tưởng Giới Thạch, tập trung đánh Pháp ở miền Nam, rồi hòa với Pháp bằng việc ký kết Hiệp định sơ bộ ngày 6 tháng 3 năm 1946.
- Giai đoạn 1947–1954: Ngoại giao đã đấu tranh chính trị để hình thành liên minh với Lào, Campuchia chống Pháp; xây dựng quan hệ với Thái Lan, Miến Điện, Indonesia, Ấn Độ. Đầu năm 1950, tranh thủ chiến thắng của Chiến dịch Biên giới, Việt Nam Dân chủ Cộng hòa đã thiết lập quan hệ ngoại giao chính thức với 2 đồng minh quan trọng là Cộng hòa nhân dân Trung Hoa và Liên bang Cộng hòa Xã hội Chủ nghĩa Xô viết. Ngoài ra, còn các nước xã hội chủ nghĩa ở châu Á, Đông Âu.
- Giai đoạn 1954–1975: Ngoại giao đã "tấn công" hậu phương quốc tế của Mỹ, mở rộng hậu phương quốc tế của Việt Nam, hình thành phong trào phản chiến trên toàn thế giới

Năm 1964, Chu Ân Lai lo lắng về sự leo thang của Mỹ tại miền Nam Việt Nam, nên đã ký thỏa thuận chính thức với Việt Nam Dân chủ Cộng hòa. Thỏa thuận này quy định rằng, nếu các lực lượng Hoa Kỳ và Việt Nam Cộng hòa xâm lược, đánh phá Việt Nam Dân chủ Cộng hòa, Trung Quốc sẽ phản ứng bằng cách cho mượn phi công. Nhưng trong các cuộc tấn công của Mỹ, Mao Trạch Đông không gửi nhiều phi công được đào tạo như ông đã hứa. Kết quả dẫn đến việc Việt Nam Dân chủ Cộng hòa đã nhận viện trợ quốc phòng của Liên Xô là chủ yếu.
Đồng thời, ngoại giao đã phối hợp với chiến trường, đấu tranh chính trị, tiến hành đàm phán và ký kết Hiệp định Paris về chấm dứt chiến tranh và lập lại hòa bình ở Việt Nam (27 tháng 1 năm 1973). Hiệp định Paris là thắng lợi của ngoại giao Việt Nam, buộc Mỹ và các nước liên quan rút quân khỏi Việt Nam, chấm dứt chiến tranh, tôn trọng các quyền dân tộc cơ bản của Việt Nam. Trong quá trình đàm phán Hiệp định này, ngoại giao của Việt Nam Dân chủ Cộng hòa và Cộng hòa Miền Nam Việt Nam đã phối hợp nhịp nhàng, theo phương châm "Tuy hai mà một, tuy một mà hai", "Vừa đánh, vừa đàm".

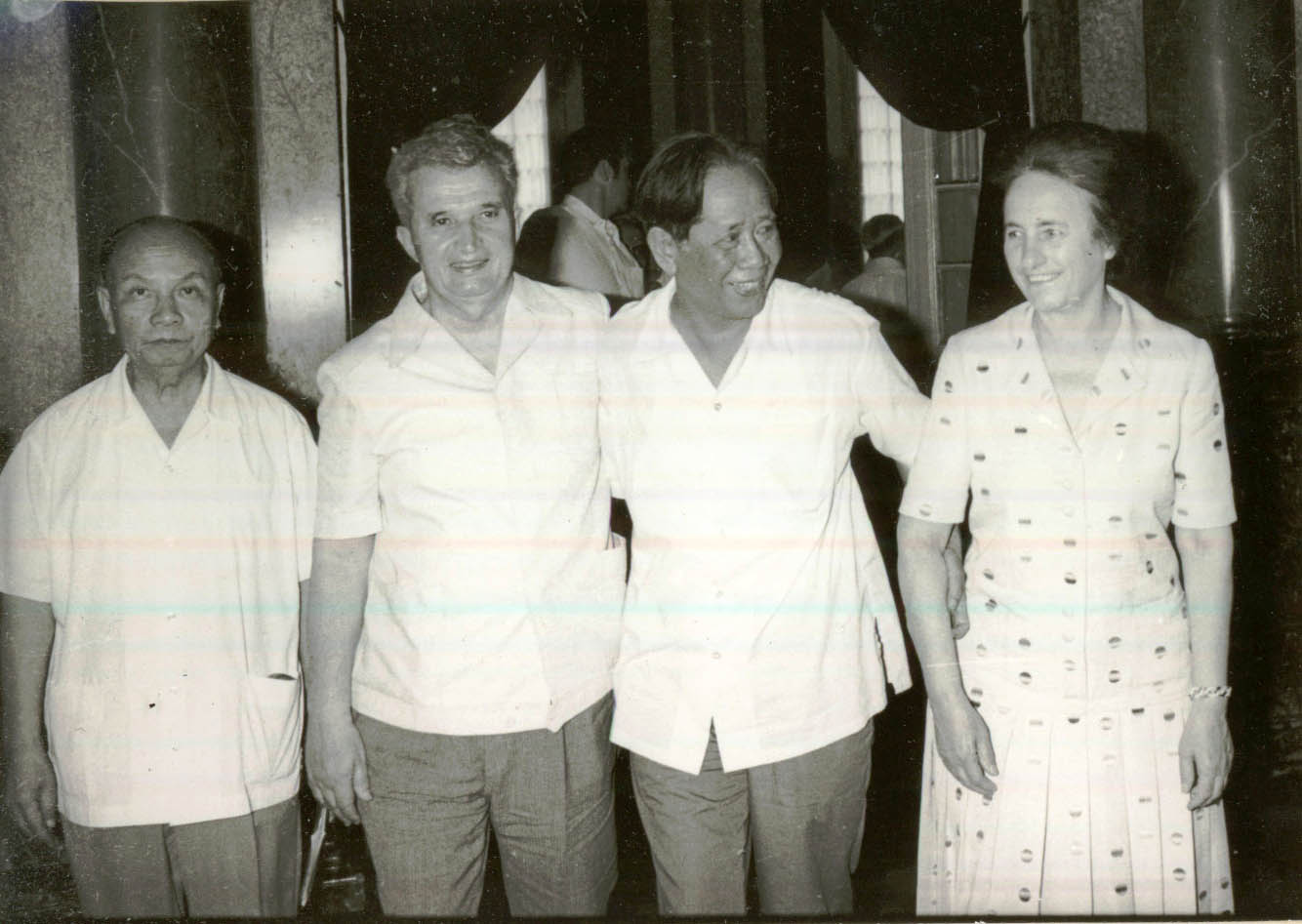
Nicolae Ceaușescu (thứ hai bên trái) và phu nhân (ngoài phải) cùng với Tổng Bí thư Lê Duẩn (thứ hai bên phải) và Chủ tịch Quốc hội Trường Chinh (ngoài trái) trong chuyến thăm Việt Nam, tháng 5 năm 1978

### Thời kỳ bao cấp
- Giai đoạn 1975–1986: Đây là thời kỳ ngoại giao khôi phục và phát triển kinh tế sau chiến tranh. Những năm đầu sau chiến tranh, Việt Nam đã thiết lập quan hệ ngoại giao với hàng chục nước, nhất là các nước xã hội chủ nghĩa, tranh thủ được sự giúp đỡ về vật chất của nhiều quốc gia, các tổ chức quốc tế nhằm khôi phục và phát triển kinh tế sau chiến tranh. Việt Nam nhanh chóng gia nhập Liên Hợp Quốc (20 tháng 9 năm 1977).

Đến năm 1975, căng thẳng bắt đầu phát triển vì Bắc Kinh ngày càng coi Việt Nam là công cụ của Liên Xô để bao vây Trung Quốc. Trong khi đó, hỗ trợ ngày càng tăng của Bắc Kinh đối với chính quyền Khmer Đỏ đã khiến Việt Nam nghi ngờ về động cơ của Trung Quốc.
Quan hệ Việt Nam – Trung Quốc xấu đi đáng kể, sau khi Hà Nội thiết lập lệnh cấm tháng 3 năm 1978 về thương mại tư nhân, động thái đặc biệt ảnh hưởng đến cộng đồng Hoa kiều. Việt Nam buộc phải tấn công Khmer Đỏ để bảo vệ chủ quyền quốc gia (tháng 12 năm 1978). Đó là nguyên nhân trực tiếp (cái cớ) để Trung Quốc phát động cuộc xâm lược biên giới Việt Nam (tháng 2 năm 1979). Phải đối mặt với việc cắt đứt viện trợ của Trung Quốc và quan hệ quốc tế căng thẳng, Việt Nam thiết lập quan hệ gần gũi hơn với Liên Xô bằng cách tham gia Hội đồng Tương trợ Kinh tế (tháng 6 năm 1978), ký Hiệp ước với Liên Xô (tháng 11 năm 1978). Trong suốt thập niên 1980, Việt Nam đã nhận được gần 3 tỷ USD/năm viện trợ kinh tế và quân sự của Liên Xô và thực hiện hầu hết các giao dịch thương mại với Liên Xô và khối Comecon.
Cuộc chiến tranh với Trung Quốc và Khmer Đỏ đã dẫn đến việc Trung Quốc, phương Tây và ASEAN bao vây, cô lập, cấm vận Việt Nam hơn 1 thập kỷ, gây rất nhiều khó khăn cho việc khôi phục và phát triển kinh tế.

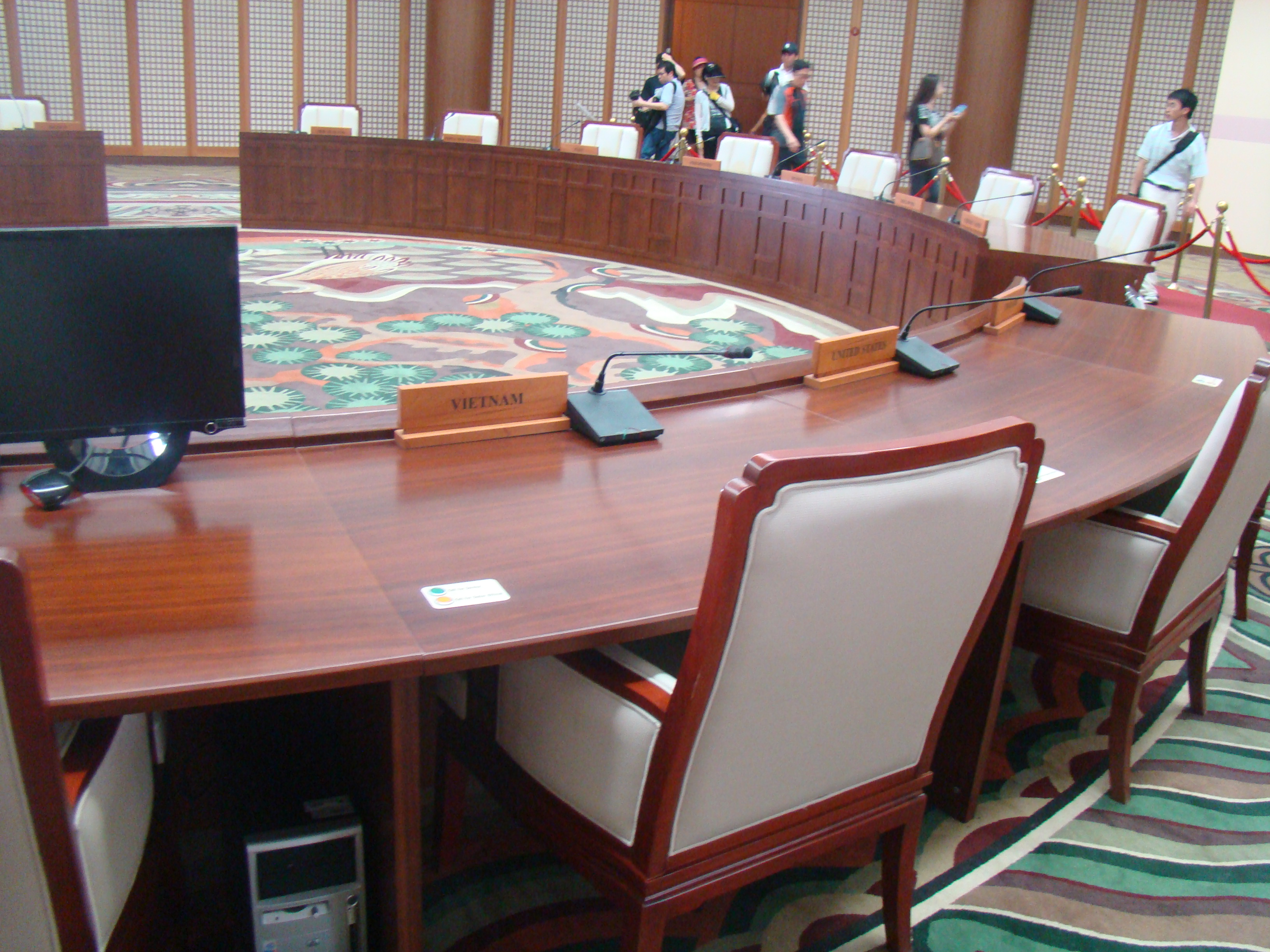
Ghế của Chủ tịch nước Trần Đức Lương tại Trung tâm hội nghị Quốc tế, Busan, Hội nghị APEC lần thứ 13

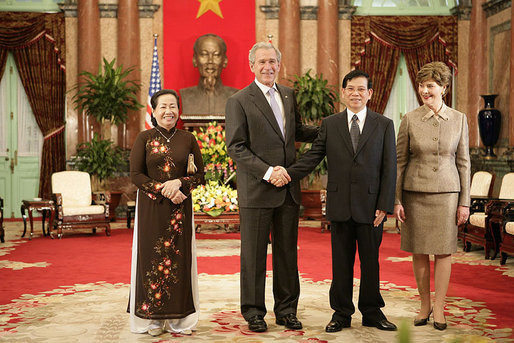
Chủ tịch nước Nguyễn Minh Triết và phu nhân đón tiếp Tổng thống Hoa Kỳ George W. Bush và phu nhân tại Phủ Chủ tịch (tháng 11 năm 2006)

### Thời kỳ Đổi mới
- Giai đoạn 1986 đến nay: Với Đại hội Đảng Cộng sản Việt Nam VI (tháng 12 năm 1986), Việt Nam đã khởi đầu công cuộc thay đổi toàn diện đất nước, trong đó có đường lối, chính sách đối ngoại và hoạt động ngoại giao.

Nghị quyết 13 của Bộ Chính trị (tháng 5 năm 1988) đã tạo ra bước ngoặt trong đường lối chính sách đối ngoại của Việt Nam. Các Đại hội tiếp theo từ Đại hội VII (1991), Đại hội VIII (1996), Đại hội IX (2001) đến Đại hội X (2006) đã quyết định đưòng lối đối ngoại của Việt Nam là độc lập tự chủ, hoà bình, hợp tác và phát triển; chính sách đối ngoại rộng mở, đa phương hoá và đa dạng hoá các quan hệ quốc tế. Chủ động và tích cực hội nhập kinh tế quốc tế, đồng thời mở rộng hợp tác quốc tế trên các lĩnh vực khác. Việt Nam là bạn, đối tác tin cậy của các nước trong cộng đồng quốc tế, tham gia tích cực vào tiến trình hợp tác quốc tế và khu vực
Đại hội XI (2011) đã phát triển và bổ sung nâng cao vị thế của đất nước; vì lợi ích quốc gia, dân tộc, vì một nước Việt Nam xã hội chủ nghĩa giàu mạnh; là bạn, đối tác tin cậy và thành viên có trách nhiệm trong cộng đồng quốc tế, góp phần vào sự nghiệp hòa bình, độc lập dân tộc, dân chủ và tiến bộ xã hội trên thế giới. Hợp tác bình đẳng, cùng có lợi với tất cả các nước trên cơ sở những nguyên tắc cơ bản của Hiến chương Liên Hợp Quốc và luật pháp quốc tế 

### Hội nhập quốc tế

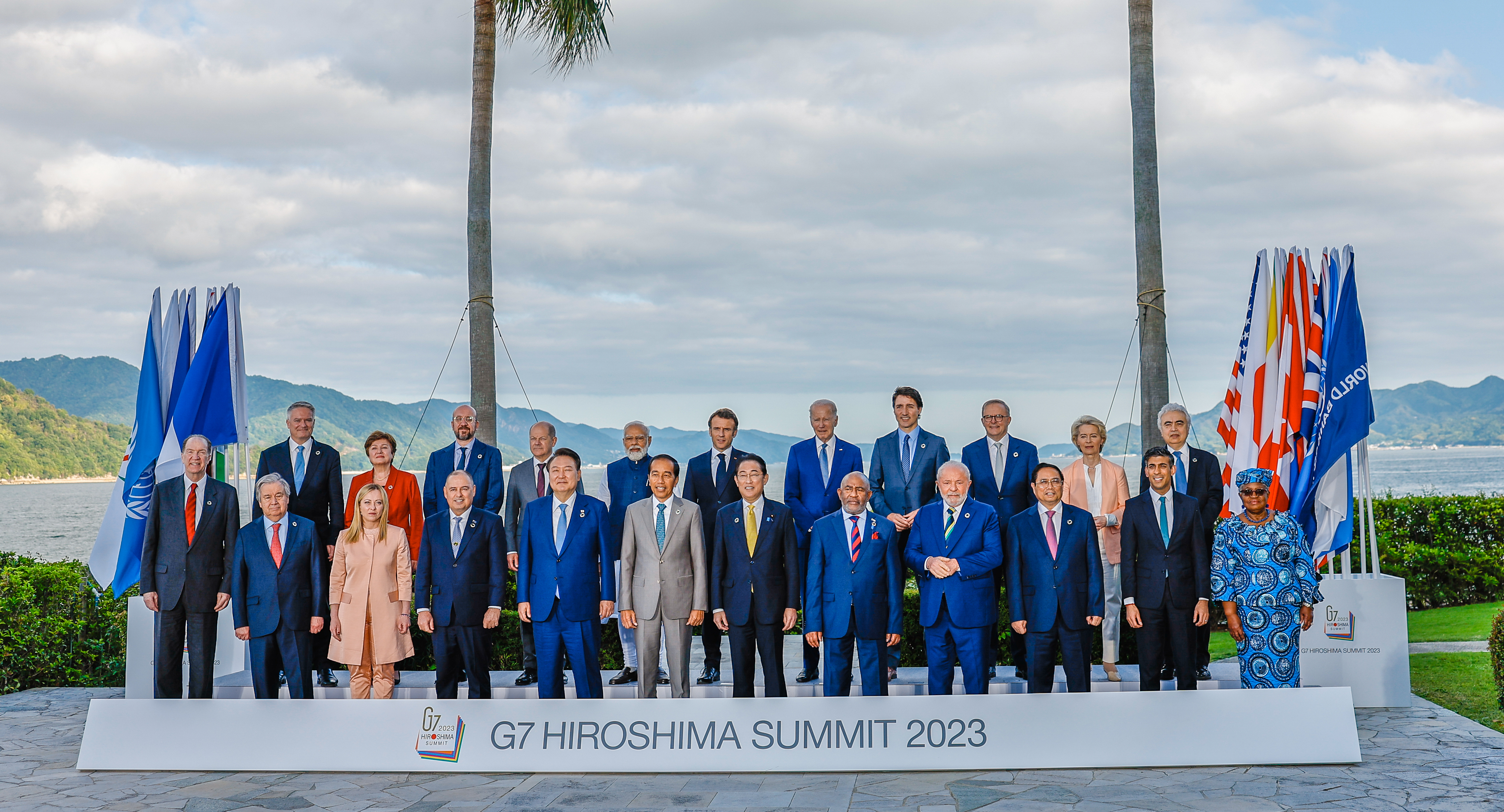
Hội nghị thượng đỉnh G7 lần thứ 49

Với việc rút hoàn toàn quân đội khỏi Campuchia, vấn đề Campuchia được giải quyết, Việt Nam đã phá được bao vây, cấm vận và không ngừng mở rộng quan hệ quốc tế theo hướng đa dạng hóa và đa phương hóa; bình thường hóa và từng bước xác lập quan hệ ổn định lâu dài với tất cả nước lớn, các nước công nghiệp phát triển. Cho đến nay, Việt Nam có quan hệ ngoại giao với 193 (một trăm chín mươi ba) nước, trong đó có tất cả các nước lớn, có quan hệ kinh tế với hơn 221 (hơn hai trăm hai mươi mốt) thị trường nước ngoài và là thành viên của nhiều tổ chức và diễn đàn quốc tế như:
- Cộng đồng Pháp ngữ (1970)
- Liên Hợp Quốc (1977).
- Phong trào Không liên kết (1976).
- ASEAN (1995).
- Diễn đàn Hợp tác Á-Âu (ASEM) (1996).
- Diễn đàn Hợp tác Kinh tế khu vực châu Á- Thái Bình Dương (APEC) (1998).
- Tổ chức Thương mại Thế giới (WTO) (2006).

Việt Nam đã giải quyết ổn thỏa nhiều tranh chấp biên giới, lãnh thổ, biển đảo, giữ vững môi trường hòa bình; chủ động hội nhập kinh tế quốc tế và khu vực, tranh thủ nhiều ODA, FDI, mở rộng thị trường ngoài nước; tăng cường ngoại giao đa phương. Các sự kiện lớn của ngoại giao Việt Nam trong những năm gần đây là: Việt Nam đã tổ chức thành công Hội nghị cấp cao VII tổ chức Pháp ngữ (1997), Hội nghị cấp cao ASEAN VII (1998), Hội nghị cấp cao Diễn đàn Hợp tác Á-Âu lần V (2004), Hội nghị thượng đỉnh APEC 14 (2006), Hội nghị thượng đỉnh APEC 29 (2017),.... Hoa Kỳ dành cho Việt Nam quy chế thương mại bình thường vĩnh viễn (tháng 11 năm 2006). Vào ngày 16 tháng 10 năm 2007, Việt Nam đã được bầu làm 1 trong các thành viên không thường trực của Hội đồng Bảo an Liên Hợp Quốc nhiệm kỳ 2008-2009. Ngày 7 tháng 6 năm 2019, tại New York (Hoa Kỳ), Việt Nam lần thứ 2 được bầu chọn là ủy viên  không thường trực của Hội đồng Bảo an Liên Hợp Quốc nhiệm kỳ 2020 - 2021.
Năm 2010, Việt Nam đã đạt được nhiều thành tựu đối ngoại nổi bật: Việt Nam đảm nhận thành công vai trò Chủ tịch ASEAN: Với chủ đề Hướng tới Cộng đồng ASEAN: Từ tầm nhìn tới hành động, chủ trì thành công Diễn đàn Kinh tế thế giới (WEF) Đông Á, tổ chức thành công Hội thảo quốc tế Việt Nam – châu Phi lần thứ II. Năm 2012, Việt Nam tổ chức thành công Diễn đàn Việt Nam – Mỹ Latin về Thương mại và Đầu tư. Trong năm 2020, trước những diễn biến phức tạp của tình hình thế giới và khu vực, đặc biệt là Dịch COVID – 19, với vai trò Chủ tịch ASEAN, Việt Nam đã chủ trì và tổ chức thành công các Hội nghị Cấp cao đặc biệt ASEAN và ASEAN+3 về Ứng phó dịch bệnh COVID-19 (Trung Quốc, Hàn Quốc, Nhật Bản).
Việt Nam thiết lập quan hệ đối tác chiến lược với các cường quốc khu vực và thế giới. Tính đến tháng 1/2013, các nước có quan hệ loại này với Việt Nam gồm 4 thành viên thường trực Liên Hợp Quốc: Nga  (2001), Anh (2010), Trung Quốc (2008) và Pháp (2013) ; 2 cường quốc Bắc Á là Hàn Quốc và Nhật Bản (2009); 1 cường quốc Nam Á là Ấn Độ (2007); 3 nước Đông Nam Á là Thái Lan, Indonesia và Singapore (2013); tại châu Âu, 3 đối tác chiến lược của Việt Nam là Đức (2011), Tây Ban Nha (2009), Ý (2013). Trong số này, mối quan hệ với Trung Quốc (2008), Nga (2012) và Ấn Độ (2016) đã được nâng lên tầm "đối tác chiến lược toàn diện". Ngoài ra, từ năm 2009, Việt Nam cũng đã thiết lập quan hệ "đối tác toàn diện" với Úc và Hoa Kỳ (2013) sau đó thì đã nâng cấp lên quan hệ "đối tác chiến lược toàn diện" với Úc vào 2024 và Hoa Kỳ vào 2023.

## Chủ trương đối ngoại
Chủ trương đối ngoại của Việt Nam có 3 trụ cột chính là:
1. Đảm bảo an ninh quốc gia, chủ quyền, toàn vẹn lãnh thổ, độc lập dân tộc, bản sắc dân tộc.
2. Đảm bảo sự thống nhất, ổn định của hệ thống chính trị.
3. Tạo môi trường thuận lợi để phát triển kinh tế, đảm bảo đời sống nhân dân và nâng cao vị thế quốc gia.

Chủ trương đảm bảo an ninh quốc gia, chủ quyền, toàn vẹn lãnh thổ, độc lập dân tộc, bản sắc dân tộc: Được coi là mục tiêu tiên quyết trong chính sách đối ngoại của Việt Nam. Với lịch sử là nước phải hứng chịu nhiều cuộc xâm lược của nước ngoài và không có đạo quân xâm lược nào quan tâm, chăm lo cho cuộc của người dân nước họ chiếm đóng. Mọi cường quốc dù dưới bất kì hình thức hay màu cờ nào cũng đều chỉ muốn làm lợi cho riêng mình trên lưng nhân dân Việt Nam. Lịch sử Việt Nam cho thấy muốn cuộc sống ấm no hạnh phúc thì nhất định người Việt Nam phải làm chủ đất nước của mình và phải đảm bảo chiến tranh không xảy ra. Chỉ cần chiến tranh nổ ra thì dù kết quả thế nào đi chăng nữa, người dân Việt Nam cũng sẽ luôn phải chịu vô cùng nhiều đau thương và mất mát. Một đất nước xảy ra chiến tranh triền miên sẽ không thể nào phát triển kinh tế và đảm bảo cuộc sống ấm no hạnh phúc cho người dân được. Điểm mấu chốt của trụ cột này là Việt Nam không bị quân đội nước ngoài xâm lược, công việc nội bộ của Việt Nam do người Việt Nam quyết định và chính quyền Việt Nam không bị thao túng bởi bất kỳ thế lực nào từ bên ngoài.
Chủ trương đảm bảo sự thống nhất, ổn định của hệ thống chính trị: Từ góc độ lịch sử dân tộc cho thấy, yếu tố ổn định của hệ thống chính trị đóng vai trò quan trọng đối với nền hòa bình, an ninh và phát triển của Việt Nam. Bất kỳ sự thay đổi đột ngột nào, bạo loạn gần như chắc chắn sẽ xảy ra. Tuy nội chiến không nhất thiết sẽ nổ ra nhưng nó là nguy cơ không thể loại trừ. Lịch sử ngàn năm của Việt Nam cho thấy, khi đất nước bị chia rẽ, các cường quốc ở bên ngoài sẽ luôn chớp lấy thời cơ thao túng Việt Nam để trục lợi. Do đó, có thể nói rằng việc duy trì ổn định chính trị quốc nội và chính quyền vững mạnh là yếu tố mang tính then chốt để đảm bảo an ninh quốc gia.
Chủ trương tạo môi trường thuận lợi để phát triển kinh tế, đảm bảo đời sống nhân dân và nâng cao vị thế quốc gia: Khu vực càng ít biến động, các cường quốc càng hạn chế tranh giành quyền lực, thì Việt Nam càng có thể tập trung nguồn lực phát triển kinh tế và đầu tư cho giáo dục, an sinh xã hội. Khi nền kinh tế phát triển bền vững, ổn định chính trị sẽ đi theo. Theo giới tinh hoa Việt Nam, đảm bảo kinh tế phát triển và nâng cao đời sống người dân là yếu tố quyết định tới ổn định chính trị. Mục tiêu dân giàu, nước mạnh, dân chủ, công bằng, văn minh là một trong các nội dung để xây dựng xã hội chủ nghĩa tại Việt Nam. Trong đó, nâng cao đời sống vật chất và tinh thần của người dân được coi là quan trọng nhất.
Một trong các biện pháp để Việt Nam đảm bảo 3 trụ cột vừa nói là "Cân bằng quan hệ", đặc biệt là cân bằng quan hệ các nước lớn. Theo Ngoại trưởng Phạm Bình Minh: "Chính sách đối ngoại của đất nước ta trong 70 năm qua luôn bảo đảm nhất quán lập trường giữ cân bằng trong quan hệ với các nước để phục vụ lợi ích dân tộc. Quan hệ quốc tế đúc kết ra thực tế rằng các nước lớn có thương lượng trên lưng các nước nhỏ. Nhiều quốc gia khác cũng trải qua việc này, không chỉ có Việt Nam. Để đạt được lợi ích quốc gia, các nước cũng có nhiều thỏa thuận gây hại cho quốc gia khác. Điều quan trọng là chúng ta phải đánh giá và có chủ trương đúng đắn, linh hoạt để tránh những tác hại từ những thỏa thuận của các nước lớn đối với lợi ích dân tộc. Đây cũng là thách thức to lớn bởi vì ở khu vực châu Á – Thái Bình Dương đang diễn ra sự cạnh tranh rất quyết liệt giữa các nước".

## Các vấn đề hiện tại

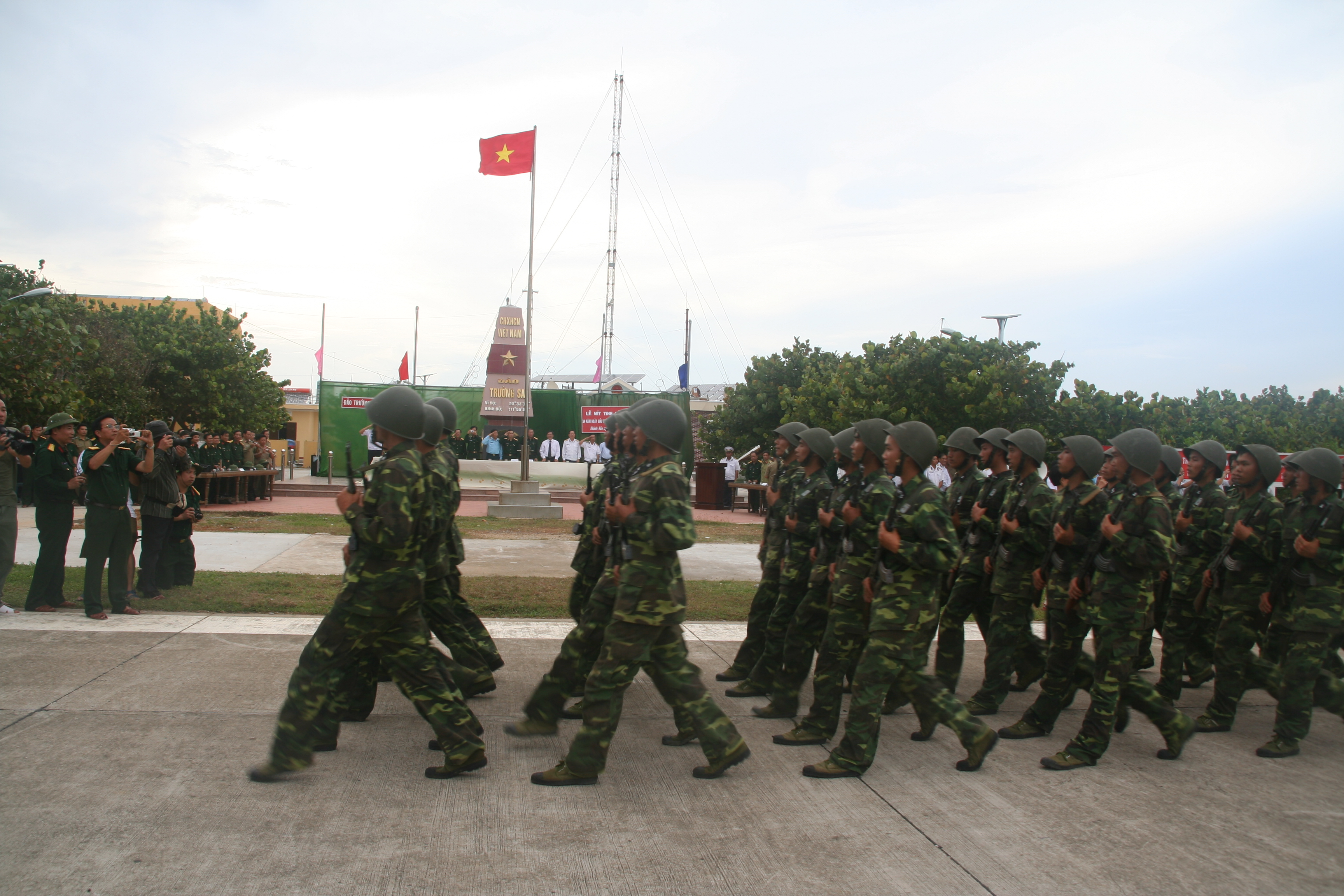
Quân đội Việt Nam ở đảo Trường Sa.

Kể từ chiến dịch biên giới Tây Nam, căng thẳng nảy sinh từ lịch sử giữa Việt Nam và các quốc gia láng giềng vẫn còn tồn đọng, đặc biệt là Trung Quốc khi cả hai quốc gia đều khẳng định yêu sách đối với quần đảo Trường Sa và quần đảo Hoàng Sa - hai quần đảo lớn ở biển Đông. Các yêu sách mâu thuẫn nhau đã tạo ra những xung đột vũ trang quy mô nhỏ. Năm 1988, hơn 70 quân nhân Việt Nam đã thiệt mạng trong một cuộc đối đầu với lực lượng Trung Quốc, khi Trung Quốc chiếm đóng một số đảo do Việt Nam kiểm soát ở quần đảo Trường Sa. Việc Việt Nam và Nga tuyên bố thiết lập quan hệ đối tác chiến lược vào tháng 3 năm 2001 trong lần đầu tiên thăm Hà Nội của một nguyên thủ quốc gia Nga, được xem là một nỗ lực để đối trọng với Trung Quốc.

### Tranh chấp quốc tế
- Biên giới trên biển không xác định với Campuchia.
- Tranh chấp chủ quyền quần đảo Hoàng Sa và quần đảo Trường Sa với Trung Quốc, Đài Loan, Malaysia, Philippines và có thể cả Brunei.
- Biên giới trên biển với Thái Lan, đã được giải quyết vào tháng 8 năm 1997.
- Biên giới trên biển ở vịnh Bắc Bộ với Trung Quốc, đã được giải quyết năm 2000.
- Quần đảo Hoàng Sa do Trung Quốc chiếm đóng từ năm 1974.

## Quan hệ quốc tế

Quan hệ ngoại giao giữa Việt Nam và các nước trên thế giới
Việt Nam
Quốc gia có quan hệ ngoại giao với Việt Nam
Quốc gia có quan hệ ngoại giao không chính thức với Việt Nam
Quốc gia không có quan hệ ngoại giao với Việt Nam

### Đông Nam Á
| Quốc gia    | Ngày bắt đầu quan hệ ngoại giao | Ghi chú                                                                     |
| ----------- | ------------------------------- | --------------------------------------------------------------------------- |
| Indonesia   | 30/12/1955                      | Xem Quan hệ Việt Nam – Indonesia (Đối tác chiến lược toàn diện từ năm 2025) |
| Lào         | 5/9/1962                        | Xem Quan hệ Việt Nam – Lào                                                  |
| Campuchia   | 24/6/1967                       | Xem Quan hệ Việt Nam – Campuchia                                            |
| Malaysia    | 30/3/1973                       | Xem Quan hệ Việt Nam – Malaysia (Đối tác chiến lược toàn diện từ năm 2024)  |
| Singapore   | 1/8/1973                        | Xem Quan hệ Việt Nam – Singapore (Đối tác chiến lược toàn diện từ năm 2025) |
| Myanmar     | 28/5/1975                       | Xem Quan hệ Việt Nam – Myanmar (Đối tác toàn diện từ năm 2017)              |
| Philippines | 12/7/1976                       | Xem Quan hệ Việt Nam – Philippines (Đối tác chiến lược từ năm 2015)         |
| Thái Lan    | 6/8/1976                        | Xem Quan hệ Việt Nam – Thái Lan (Đối tác chiến lược từ năm 2013)            |
| Brunei      | 29/2/1992                       | Xem Quan hệ Việt Nam – Brunei                                               |
| Đông Timor  | 28/7/2002                       | Xem Quan hệ Việt Nam – Đông Timor                                           |

### Châu Á
| Quốc gia          | Ngày thiết lập quan hệ ngoại giao               | Ghi chú |
| ----------------- | ----------------------------------------------- | --- |
| Trung Quốc        | 960 (trước kia là Nhà Tống) 18/1/1950           | Xem Quan hệ Việt Nam – Trung Quốc (Đối tác chiến lược toàn diện từ năm 2008) |
| CHDCND Triều Tiên | 1226 (trước là Cao Ly) 31/1/1950                | Xem Quan hệ Việt Nam – CHDCND Triều Tiên Hoàng tử Lý Long Tường của nhà Lý chạy trốn và lưu đày ở Cao Ly vào năm 1226 để tránh sự hành quyết của nhà Trần Cả hai đã có một số cuộc gặp gỡ khi cả hai đều cử sứ giả đến cống nạp cho Đế quốc Trung Hoa. Bắc Triều Tiên công nhận Việt Nam Dân chủ Cộng hòa vào ngày 31 tháng 1 năm 1950 Tháng 7 năm 1957, Chủ tịch Hồ Chí Minh thăm Triều Tiên Lãnh đạo Triều Tiên Kim Il-sung thăm miền Bắc Việt Nam vào tháng 11-tháng 12 năm 1958 và tháng 11 năm 1964. Tháng 2 năm 1961, Chính phủ hai nước đã ký kết một thỏa thuận về hợp tác khoa học và kỹ thuật. Chủ tịch Kim Nhật Thành đã cử một số phi đội máy bay chiến đấu ra Bắc Việt để hỗ trợ cho các phi đội máy bay chiến đấu 921 và 923 của Bắc Việt bảo vệ Hà Nội trong khi Hà Nội bị không quân Mỹ ném bom. Từ những năm 1950 đến 1960, sinh viên Bắc Việt bắt đầu học tập tại Triều Tiên ngay từ những năm 1960. Mối quan hệ sau đó suy giảm do tranh chấp đầu tư và thương mại trong những năm 1990 và 2000 cũng như mối quan hệ mới nổi giữa Hàn Quốc và Việt Nam. |
| Mông Cổ           | 1280 (trước là Nhà Nguyên) 17/11/1954           | Xem Quan hệ Việt Nam – Mông Cổ (Đối tác toàn diện từ năm 2024) |
| Yemen             | 16/10/1963                                      | Xem Quan hệ Việt Nam – Yemen |
| Syria             | 21/7/1966                                       | Xem Quan hệ Việt Nam – Syria |
| Iraq              | 10/7/1968                                       | Xem Quan hệ Việt Nam – Iraq |
| Sri Lanka         | 21/7/1970                                       | Xem Quan hệ Việt Nam – Sri Lanka |
| Ấn Độ             | 7/1/1972                                        | Xem Quan hệ Việt Nam – Ấn Độ (Đối tác chiến lược toàn diện từ năm 2016) |
| Pakistan          | 8/11/1972                                       | Xem Quan hệ Việt Nam – Pakistan |
| Bangladesh        | 11/2/1973                                       | Xem Quan hệ Việt Nam – Bangladesh |
| Iran              | 4/8/1973                                        | Xem Quan hệ Việt Nam – Iran |
| Nhật Bản          | 1605 (trước là Mạc phủ Tokugawa) 21/9/1973      | Xem Quan hệ Việt Nam - Nhật Bản (Đối tác chiến lược toàn diện từ năm 2023) Chúa Nguyễn Hoàng bắt đầu gửi quốc thư cho Tokugawa Ieyasu mời thương gia Nhật Bản đến Hội An vào năm 1605 Hoàng tử Cường Để bị đày sang Nhật Bản năm 1905 Việt Nam Duy Tân Hội (Hiệp hội Hiện đại hóa Việt Nam) được thành lập năm 1904 bởi Phan Bội Châu, Người theo chủ nghĩa dân tộc Việt Nam mong muốn đưa người dân của mình sang Nhật Bản học tập thông qua Phong trào Đông Du Đế quốc Nhật Bản xâm chiếm Đông Dương thuộc Pháp năm 1940 Nhật Bản đầu hàng năm 1945 Hai nước thiết lập quan hệ vào ngày 21 tháng 9 năm 1973 Sau Đạo luật cuối cùng ngày 23 tháng 10 năm 1991 của Hội nghị quốc tế Paris về Campuchia giữa các bên Campuchia, Indonesia (với tư cách là đồng chủ tịch với Pháp) và năm thành viên thường trực của Hội đồng Bảo an Liên hợp quốc, Nhật Bản đã nhanh chóng thiết lập quan hệ ngoại giao và chấm dứt các hạn chế kinh tế với Campuchia và Việt Nam. Tháng 11 năm 1992, Tokyo viện trợ cho Việt Nam 370 triệu USD. Nhật Bản cũng đóng vai trò dẫn đầu trong các hoạt động gìn giữ hòa bình ở Campuchia. Akashi Yasushi của Nhật Bản, Tổng thư ký Liên hợp quốc về giải trừ vũ khí, là người đứng đầu Cơ quan chuyển tiếp của Liên hợp quốc tại Campuchia, và Nhật Bản đã cam kết chi 3 triệu USD và thậm chí cử khoảng 2.000 nhân viên, bao gồm cả các thành viên của SDF, tham gia trực tiếp vào việc duy trì hòa bình. Bất chấp việc một lính gìn giữ hòa bình Nhật Bản thiệt mạng trong một cuộc phục kích, lực lượng này vẫn ở lại Campuchia cho đến khi người Campuchia có thể bầu cử và thành lập chính phủ. Nhật Bản là quốc gia tài trợ lớn nhất cho Việt Nam Họ đã cam kết viện trợ 890 triệu USD cho đất nước trong năm nay, cao hơn 6,5% so với mức 835,6 triệu USD năm 2006. |
| Afghanistan       | 16/9/1974                                       | Xem Quan hệ Việt Nam – Afghanistan |
| Nepal             | 15/5/1975                                       | Xem Quan hệ Việt Nam – Nepal |
| Maldives          | 18/6/1975                                       | Xem Quan hệ Việt Nam – Maldives |
| Kuwait            | 10/1/1976                                       | Xem Quan hệ Việt Nam – Kuwait |
| Thổ Nhĩ Kỳ        | 7/6/1978                                        | Xem Quan hệ Việt Nam – Thổ Nhĩ Kỳ |
| Jordan            | 9/8/1980                                        | Xem Quan hệ Việt Nam – Jordan |
| Liban             | 12/2/1981                                       | Xem Quan hệ Việt Nam – Liban |
| Palestine         | 19/11/1988                                      | Xem Quan hệ Việt Nam – Palestine |
| Uzbekistan        | 1950 (trước là CHXHCNXV Uzbekistan) · 17/1/1992 | Xem Quan hệ Việt Nam – Uzbekistan |
| Kyrgyzstan        | 1950 (trước là CHXHCNXV Kirghizia) · 4/6/1992   | Xem Quan hệ Việt Nam - Kyrgyzstan |
| Oman              | 9/6/1992                                        | Xem Quan hệ Việt Nam - Oman |
| Tajikistan        | 1950 (trước là CHXHCNXV Tajikistan) · 14/7/1992 | Xem Quan hệ Việt Nam - Tajikistan |
| Turkmenistan      | 1950 (trước là CHXHCNXV Turkmenia) · 29/7/1992  | Xem Quan hệ Việt Nam - Turkmenistan |
| Azerbaijan        | 1950 (trước là CHXHCNXV Azerbaijan) · 23/9/1992 | Xem Quan hệ Việt Nam - Azerbaijan |
| Kazakhstan        | 1950 (trước là CHXHCNXV Kazakh) · 26/9/1992     | Xem Quan hệ Việt Nam - Kazakhstan Khi thiết lập quan hệ ngoại giao với Liên Xô, đại sứ quán nằm ở Almaty. Sau khi Liên Xô tan rã thì được di chuyển tới Nur-Sultan. Kazakhstan có đại sứ quán ở Hà Nội. |
| Hàn Quốc          | 1226 22/12/1992                                 | Xem Quan hệ Việt Nam - Hàn Quốc (Đối tác chiến lược toàn diện từ năm 2022) Hoàng tử Lý Long Tường của nhà Lý chạy trốn và bị đày sang Vương quốc Goryeo vào năm 1226 để tránh bị Trần xử tử Cả hai đã có một số cuộc gặp gỡ khi cả hai đều cử sứ giả đến cống nạp cho Đế quốc Trung Hoa. Trước đây Hàn Quốc công nhận Việt Nam Cộng hòa Tổng thống Park Chung Hee gửi quân đội Hàn Quốc tham chiến trong chiến tranh Việt Nam những năm 1960. Việc thiết lập quan hệ ngoại giao giữa Cộng hòa xã hội chủ nghĩa Việt Nam và Hàn Quốc bắt đầu vào ngày 22 tháng 12 năm 1992. Tháng 8 năm 1994 Thủ tướng Lee Young-deok 1996 Tháng 11 Tổng thống Kim Young-sam 1998 Tháng 12 Tổng thống Kim Dae-jung Tháng 4 năm 2002 Thủ tướng Lee Han-dong Tháng 10 năm 2004 Tổng thống Roh Moo-hyun Tháng 1 năm 2006 Chủ tịch Quốc hội Kim Won-ki Tháng 11 năm 2006 Tổng thống Roh Moo-hyun (APEC) Tháng 4 năm 2008 Chủ tịch Quốc hội Lim Chae-jung Đặc phái viên của Tổng thống tháng 5 năm 2009 Lee Byung-suk Tháng 10 năm 2009 Tổng thống Lee Myung-bak Tháng 11 năm 2009 Chủ tịch Quốc hội Kim Hyong-o Tháng 10 năm 2010 Tổng thống Lee Myung-bak Tháng 1 năm 2013 Chủ tịch Quốc hội Kang Chang Hee Tháng 9 năm 2013 Tổng thống Park Geun-hye(G20). |
| Qatar             | 8/2/1993                                        | Xem Quan hệ Việt Nam - Qatar |
| Israel            | 12/7/1993                                       | Xem Quan hệ Việt Nam - Israel |
| UAE               | 1/8/1993                                        | Xem Quan hệ Việt Nam - Các Tiểu vương quốc Ả Rập Thống nhất |
| Bahrain           | 31/3/1995                                       | Xem Quan hệ Việt Nam - Bahrain |
| Ả Rập Xê Út       | 21/10/1999                                      | Xem Quan hệ Việt Nam - Ả Rập Xê Út |
| Bhutan            | 19/1/2012                                       | Xem Quan hệ Việt Nam - Bhutan |

### Châu Mỹ
| Quốc gia                    | Ngày bắt đầu quan hệ ngoại giao | Ghi chú |
| --------------------------- | ------------------------------- | --- |
| Cuba                        | 2/12/1960                       | Xem Quan hệ Việt Nam - Cuba |
| Chile                       | 25/3/1971                       | Xem Quan hệ Việt Nam - Chile |
| Canada                      | 21/8/1973                       | Xem Quan hệ Việt Nam - Canada (Đối tác toàn diện từ năm 2017) |
| Argentina                   | 25/10/1973                      | Xem Quan hệ Việt Nam - Argentina (Đối tác toàn diện từ năm 2010) |
| Guyana                      | 19/4/1975                       | Xem Quan hệ Việt Nam - Guyana |
| México                      | 19/5/1975                       | Xem Quan hệ Việt Nam - México |
| Panama                      | 28/8/1975                       | Xem Quan hệ Việt Nam - Panama |
| Jamaica                     | 5/1/1976                        | Xem Quan hệ Việt Nam - Jamaica |
| Costa Rica                  | 24/4/1976                       | Xem Quan hệ Việt Nam - Costa Rica |
| Colombia                    | 1/1/1979                        | Xem Quan hệ Việt Nam - Colombia |
| Grenada                     | 15/7/1979                       | Xem Quan hệ Việt Nam - Grenada |
| Nicaragua                   | 3/9/1979                        | Xem Quan hệ Việt Nam - Nicaragua |
| Ecuador                     | 1/1/1980                        | Xem Quan hệ Việt Nam - Ecuador |
| Bolivia                     | 10/2/1987                       | Xem Quan hệ Việt Nam - Bolivia (Đối tác toàn diện từ năm 2007) |
| Brasil                      | 8/5/1989                        | Xem Quan hệ Việt Nam - Brasil (Đối tác toàn diện từ năm 2007) |
| Venezuela                   | 18/12/1989                      | Xem Quan hệ Việt Nam - Venezuela (Đối tác toàn diện từ năm 2007) |
| Guatemala                   | 7/1/1993                        | Xem Quan hệ Việt Nam - Guatemala |
| Uruguay                     | 11/8/1993                       | Xem Quan hệ Việt Nam - Uruguay |
| Peru                        | 14/11/1994                      | Xem Quan hệ Việt Nam - Peru |
| Belize                      | 4/1/1995                        | Xem Quan hệ Việt Nam - Belize |
| Paraguay                    | 30/5/1995                       | Xem Quan hệ Việt Nam - Paraguay |
| Hoa Kỳ                      | 12/7/1995                       | Xem Quan hệ Việt Nam - Hoa Kỳ (Đối tác Chiến lược Toàn diện từ năm 2023) |
| Barbados                    | 25/8/1995                       | Xem Quan hệ Việt Nam - Barbados |
| Saint Vincent và Grenadines | 18/12/1995                      | Xem Quan hệ Việt Nam - Saint Vincent và Grenadines |
| Haiti                       | 26/9/1997                       | Xem Quan hệ Việt Nam - Haiti |
| Suriname                    | 19/12/1997                      | Xem Quan hệ Việt Nam - Suriname |
| Honduras                    | 17/5/2005                       | Xem Quan hệ Việt Nam - Honduras |
| Cộng hòa Dominica           | 7/7/2005                        | Xem Quan hệ Việt Nam - Cộng hòa Dominica |
| El Salvador                 | 16/1/2010                       | Xem Quan hệ Việt Nam - El Salvador |
| Saint Kitts và Nevis        | 1/11/2013                       | Xem Quan hệ Việt Nam - Saint Kitts và Nevis |
| Dominica                    | 1/11/2013                       | Xem Quan hệ Việt Nam - Dominica |
| Antigua và Barbuda          | 8/11/2013                       | Xem Quan hệ Việt Nam - Antigua và Barbuda |
| Saint Lucia                 | 26/6/2018                       | Xem Quan hệ Việt Nam - Saint Lucia |
| Bahamas                     | 6/1/2023                        | Xem Quan hệ Việt Nam - Bahamas Ngày 6/1, tại trụ sở Phái đoàn đại diện thường trực Việt Nam tại Liên hợp quốc, New York, Hoa Kỳ, Đại sứ Đặng Hoàng Giang, Trưởng Phái đoàn thay mặt Chính phủ Việt Nam và Đại sứ Stan Oduma Smith, Trưởng Phái đoàn đại diện thường trực Bahamas tại Liên hợp quốc, thay mặt Chính phủ Bahamas, đã ký "Thông cáo chung thiết lập quan hệ ngoại giao giữa Việt Nam và Bahamas".                                                                                             |
| Trinidad và Tobago          | 1/2/2023                        | Xem Quan hệ Việt Nam - Trinidad và Tobago Ngày 1/2/2023 (giờ Mỹ), tại trụ sở Phái đoàn đại diện thường trực Việt Nam tại Liên Hợp Quốc ở New York, Đại sứ Đặng Hoàng Giang, Trưởng Phái đoàn thay mặt Chính phủ Việt Nam và Đại sứ Dennis Francis Smith, Trưởng Phái đoàn đại diện thường trực Trinidad & Tobago tại Liên Hợp Quốc, thay mặt Chính phủ Trinidad & Tobago, đã ký "Thông cáo chung thiết lập quan hệ ngoại giao giữa nước Cộng hòa xã hội chủ nghĩa Việt Nam và Cộng hòa Trinidad & Tobago". |

### Châu Âu
| Quốc gia                                | Ngày bắt đầu quan hệ ngoại giao                       | Ghi chú |
| --------------------------------------- | ----------------------------------------------------- | --- |
| Nga (trước là · Liên Xô và Nga Xô viết) | 30/1/1950                                             | Xem Quan hệ Việt – Nga (Đối tác chiến lược toàn diện từ năm 2012) - Nga từng là đồng minh quan trọng nhất của Việt Nam. - Ngày 30/1/1950, Liên Xô mở đại sứ quán tại miền Bắc. |
| Séc                                     | 2/2/1950                                              | Xem Quan hệ Việt Nam – Séc Trước là Tiệp Khắc |
| Tiệp Khắc · Slovakia                    | 2/2/1950                                              | Xem Quan hệ Việt Nam – Slovakia |
| Hungary                                 | 3/2/1950                                              | Xem Quan hệ Việt Nam - Hungary |
| România                                 | 3/2/1950                                              | Xem Quan hệ Việt Nam - România |
| Ba Lan                                  | 4/2/1950                                              | Xem Quan hệ Việt Nam - Ba Lan |
| Bulgaria                                | 8/2/1950                                              | Xem Quan hệ Việt Nam – Bulgaria - Bulgaria có đại sứ quán tại Hà Nội. - Việt Nam có đại sứ quán tại Sofia. - Năm 2006, Chính phủ Bulgaria đồng ý thỏa thuận hợp tác y tế với Việt Nam. Kế hoạch hợp tác kéo dài 2 năm trên nhiều lĩnh vực, chủ yếu trong dịch vụ y tế công, chăm sóc bệnh nhân nội trú và ngoại trú, an ninh lương thực và đào tạo nhân lực ngành y tế. |
| Albania                                 | 11/2/1950                                             | Xem Quan hệ Việt Nam – Albania |
| Serbia (trước là Nam Tư)                | 10/3/1957                                             | Xem Quan hệ Việt Nam – Serbia - Serbia đại diện ngoại giao tại Việt Nam thông qua đại sứ quán ở Jakarta (Indonesia). - Việt Nam đại diện ngoại giao tại Serbia thông qua đại sứ quán ở Bucharest (Romania). |
| Thụy Điển                               | 11/1/1969                                             | Xem Quan hệ Việt Nam – Thụy Điển - Thụy Điển từng ủng hộ, giúp đỡ, hỗ trợ Việt Nam trong và sau chiến tranh. - Thụy Điển có đại sứ ở Hà Nội, Việt Nam (đại sứ tạm ngừng hoạt động vì thiếu kinh phí trong năm 2010 – cuối năm 2011, hoạt động trở lại vào đầu năm 2012) và lãnh sự quán ở Thành phố Hồ Chí Minh, Việt Nam. - Việt Nam cũng có Đại sứ ở Stockholm, Thụy Điển. |
| Thụy Sĩ                                 | 11/10/1971                                            | Xem Quan hệ Việt Nam – Thụy Sĩ - Thụy Sĩ có đại sứ chính thức tại Hà Nội và lãnh sự quán tại Thành phố Hồ Chí Minh - Việt Nam có đại sứ chính thức ở Bern (Thụy Sĩ) |
| Đan Mạch                                | 25/11/1971                                            | Xem Quan hệ Việt Nam – Đan Mạch (Đối tác toàn diện từ năm 2013) - 1/4/1994, Đan Mạch mở đại sứ quán tại Hà Nội. - 12/8/2000, Vietnam mở đại sứ quán tại Copenhagen. - Có khoảng 8,500 Việt kiều sống tại Đan Mạch. - 6/2002, Bộ trưởng ngoại giao Nguyễn Dy Niên thăm chính thức Đan Mạch - 10/2004, Bộ trưởng ngoại giao Per Stig Møller tham dự diễn đàn Á - Âu lần thứ 5 tại Hà Nội. - 3/2007, Bộ trưởng ngoại giao Ulrik Federspiel thăm Việt Nam Vietnamese Ministry of Foreign Affairs about relations with Denmark |
| Na Uy                                   | 25/11/1971                                            | Xem Quan hệ Việt Nam - Na Uy |
| Áo                                      | 1/12/1972                                             | Xem Quan hệ Việt Nam - Áo |
| Phần Lan                                | 25/1/1973                                             | Xem Quan hệ Việt Nam - Phần Lan |
| Bỉ                                      | 22/3/1973                                             | Xem Quan hệ Việt Nam - Bỉ |
| Ý                                       | 23/3/1973                                             | Xem Quan hệ Việt Nam - Ý (Đối tác chiến lược từ năm 2013) |
| Hà Lan                                  | 9/4/1973                                              | Xem Quan hệ Việt Nam - Hà Lan |
| Pháp                                    | 12/4/1973                                             | Xem Quan hệ Việt Nam – Pháp (Đối tác chiến lược toàn diện từ năm 2024) - Pháp là kẻ thù khó có thể tha thứ đối với Việt Nam trong thời kỳ cận đại, khi trực tiếp khiến Việt Nam phải trải qua giai đoạn bất ổn nhất trong lịch sử và không thể phát triển, bị tụt hậu trăm năm so với các quốc gia phát triển trên thế giới bằng việc xâm phạm lãnh thổ, chiếm đóng, đô hộ và gây chia cắt hai miền nam bắc: - Pháp bắt đầu tiến hành xâm lược và chiếm đóng Việt Nam từ năm 1858. Pháp đô hộ Việt Nam trong giai đoạn 1884-1945. - Sau Thế chiến II, mặc dù Việt Nam Dân chủ Cộng hoà đã kiểm soát lại chủ quyền nhờ cuộc Cách mạng Tháng Tám và tuyên bố độc lập, Pháp không từ bỏ tham vọng khi quay lại xâm lược Việt Nam lần nữa và gây ra Chiến tranh Đông Dương trong giai đoạn 1946-1954, đồng thời hậu thuẫn Quốc gia Việt Nam chống lại Việt Nam Dân chủ Cộng hoà. - Thất bại hoàn toàn sau trận Điện Biên Phủ, nhưng tại Hiệp định Genève 1954, Pháp vẫn không muốn Việt Nam được thống nhất một cách tuyệt đối, khi mang lập trường muốn giữ lại quyền kiểm soát chủ quyền, quân sự và kinh tế ở miền nam (thay vì giải tán chính quyền Quốc gia Việt Nam và trả lại các quyền kiểm soát này về phía Việt Nam Dân chủ Cộng hoà). Điều này gián tiếp giúp Mỹ can thiệp quân sự vào Việt Nam và Quốc gia Việt Nam chuyển hoá thành Việt Nam Cộng hoà, khiến Việt Nam bị chia cắt và tiếp tục rơi vào tình trạng chiến tranh trong 20 năm tiếp theo. - Sau Hiệp định Paris 1973, Pháp mới lập quan hệ ngoại giao với Việt Nam Dân chủ Cộng hoà. - Hiện tại Pháp có đại sứ quán ở Hà Nội và lãnh sự quán ở Thành phố Hồ Chí Minh . Việt Nam có đại sứ ở Paris. |
| Iceland                                 | 5/8/1973                                              | Xem Quan hệ Việt Nam - Iceland |
| Vương quốc Anh                          | 11/9/1973                                             | Xem Quan hệ Việt Nam – Vương quốc Liên hiệp Anh và Bắc Ireland (Đối tác chiến lược từ năm 2010) |
| Luxembourg                              | 15/11/1973                                            | Xem Quan hệ Việt Nam – Luxembourg - Luxembourg đại diện ngoại giao tại Việt Nam thông qua đại sứ quán ở Bắc Kinh, Trung Quốc. - Việt Nam đại diện ngoại giao tại Luxembourg thông qua đại sứ quán ở Brussels, Bỉ. |
| Malta                                   | 14/11/1974                                            | Xem Quan hệ Việt Nam - Malta |
| Hy Lạp                                  | 15/4/1975                                             | Xem Quan hệ Việt Nam - Hy Lạp |
| Bồ Đào Nha                              | 1/7/1975                                              | Xem Quan hệ Việt Nam - Bồ Đào Nha |
| Đức                                     | 3/2/1955 (lúc đầu là Đông Đức) 23/9/1975 (chính thức) | Xem Quan hệ Việt Nam – Đức (Đối tác chiến lược từ năm 2011) Đức có đại sứ quán ở Hà Nội. Việt Nam có đại sứ quán ở Berlin và tổng lãnh sự quán ở Frankfurt. |
| Síp                                     | 1/12/1975                                             | Xem Quan hệ Việt Nam - Síp |
| Tây Ban Nha                             | 23/5/1977                                             | Xem Quan hệ Việt Nam - Tây Ban Nha (Đối tác chiến lược từ năm 2009) |
| Ukraina                                 | 1950 (trước là CHXHCNXV Ukraina) · 23/1/1992          | Xem Quan hệ Việt Nam - Ukraina (Đối tác toàn diện từ năm 2011) |
| Belarus                                 | 1950 (trước là CHXHCNXV Byelorussia) · 24/1/1992      | Xem Quan hệ Việt Nam - Belarus Hai bên từng thiết lập quan hệ ngoại giao vào 30/1/1950 kể từ Liên Xô, Sau vụ Đảo chính 1991 thì hai bên cắt đứt lần đầu vào tháng 8/1991 sau đó thiết lập lại vào 24/1/1992 để khắc phục hậu quả thời Hậu Xô viết. Từ năm 1997, Belarus có đại sứ quán tại Hà Nội. Từ tháng 11 năm 2003, Việt Nam có đại sứ quán ở Minsk. |
| Latvia                                  | 1950 (trước là CHXHCNXV Latvia) · 12/2/1992           | Xem Quan hệ Việt Nam - Latvia |
| Estonia                                 | 1950 (trước là CHXHCNXV Estonia) · 20/2/1992          | Xem Quan hệ Việt Nam - Estonia |
| Litva                                   | 1950 (trước là CHXHCNXV Litva) · 18/3/1992            | Xem Quan hệ Việt Nam - Litva |
| Moldova                                 | 1950 (trước là CHXHCNXV Moldavia) · 11/6/1992         | Xem Quan hệ Việt Nam - Moldova |
| Gruzia                                  | 1950 (trước là CHXHCXV Gruzia) · 30/6/1992            | Xem Quan hệ Việt Nam - Gruzia |
| Armenia                                 | 1950 (trước là CHXHCNXV Armenia) · 14/7/1992          | Xem Quan hệ Việt Nam - Armenia Quan hệ ngoại giao giữa Armenia và Việt Nam được thiết lập lần đầu vào năm 1950 kể từ thời Xô viết, Sau khi Liên Xô tan rã thì chính thức vào ngày 14 tháng 7 năm 1992. Việt Nam có đại diện tại Armenia thông qua đại sứ quán ở Moscow, Nga. Armenia có đại sứ quán ở Hà Nội. |
| Slovenia                                | 7/6/1994                                              | Xem Quan hệ Việt Nam - Slovenia |
| Bắc Macedonia                           | 10/6/1994                                             | Xem Quan hệ Việt Nam - Bắc Macedonia |
| Croatia                                 | 1/7/1994                                              | Xem Quan hệ Việt Nam - Croatia |
| Bosna và Hercegovina                    | 26/1/1996                                             | Xem Quan hệ Việt Nam - Bosna và Hercegovina |
| Ireland                                 | 5/4/1996                                              | Xem Quan hệ Việt Nam - Ireland |
| Montenegro                              | 4/8/2006                                              | Xem Quan hệ Việt Nam - Montenegro |
| Andorra                                 | 12/6/2007                                             | Xem Quan hệ Việt Nam - Andorra |
| San Marino                              | 6/7/2007                                              | Xem Quan hệ Việt Nam - San Marino |
| Monaco                                  | 29/11/2007                                            | Xem Quan hệ Việt Nam - Monaco |
| Liechtenstein                           | 2/7/2008                                              | Xem Quan hệ Việt Nam - Liechtenstein |
| Vatican                                 | Chưa thiết lập quan hệ ngoại giao                     | Xem Quan hệ Việt Nam - Tòa Thánh Sau khi kết thúc Chiến tranh Việt Nam, Khâm sứ Tòa Thánh đã bị buộc phải rời Việt Nam. Từ đó, Khâm sứ Tòa Thánh không có quyền hạn như đại sứ, không phải là đại diện ngoại giao của một Nhà nước, các Khâm sứ Tòa Thánh tại Việt Nam không bị đàn áp, nhưng vẫn không được hoạt động kể từ năm 1975. Vào 1/2011, Tòa Thánh bổ nhiệm đầu tiên làm "Sứ thần Tòa Thánh không thường trú tại Việt Nam" là Tổng Giám mục Leopoldo Girelli. Ông là Tổng Giám mục đầu tiên kiêm nhiệm vai trò khác như Sứ thần Tòa Thánh tại Singapore và Khâm sứ Tòa Thánh tại Malaysia, từ năm 2011 đến năm 2017. Vào tháng 5/2018, Tòa Thánh bổ nhiệm Tổng giám mục Marek Zalewski làm Sứ thần Tòa Thánh thứ hai tại Việt Nam. |

### Châu Phi
| Quốc gia                      | Ngày bắt đầu quan hệ ngoại giao | Ghi chú |
| ----------------------------- | ------------------------------- | --- |
| Guinée                        | 9/10/1958                       | Xem Quan hệ Việt Nam - Guinée |
| Mali                          | 30/10/1960                      | Xem Quan hệ Việt Nam - Mali |
| Maroc                         | 27/3/1961                       | Xem Quan hệ Việt Nam - Maroc |
| Cộng hoà Dân chủ Congo        | 13/4/1961                       | Xem Quan hệ Việt Nam - Cộng hoà Dân chủ Congo |
| Algérie                       | 28/10/1962                      | Xem Quan hệ Việt Nam - Algérie |
| Ai Cập                        | 1/9/1963                        | Xem Quan hệ Việt Nam - Ai Cập |
| Cộng hòa Congo                | 16/7/1964                       | Xem Quan hệ Việt Nam - Cộng hòa Congo |
| Tanzania                      | 14/2/1965                       | Xem Quan hệ Việt Nam - Tanzania |
| Mauritanie                    | 15/3/1965                       | Xem Quan hệ Việt Nam - Mauritanie |
| Ghana                         | 25/3/1965                       | Xem Quan hệ Việt Nam - Ghana |
| Sudan                         | 26/8/1969                       | Xem Quan hệ Việt Nam - Sudan |
| Sénégal                       | 29/12/1969                      | Xem Quan hệ Việt Nam - Sénégal |
| Somalia                       | 7/6/1970                        | Xem Quan hệ Việt Nam - Somalia |
| Cameroon                      | 30/8/1972                       | Xem Quan hệ Việt Nam - Cameroon |
| Guinea Xích Đạo               | 1/9/1972                        | Xem Quan hệ Việt Nam - Guinea Xích Đạo |
| Zambia                        | 15/9/1972                       | Xem Quan hệ Việt Nam - Zambia |
| Tunisia                       | 15/12/1972                      | Xem Quan hệ Việt Nam - Tunisia |
| Madagascar                    | 19/12/1972                      | Xem Quan hệ Việt Nam - Madagascar |
| Uganda                        | 9/2/1973                        | Xem Quan hệ Việt Nam - Uganda |
| Benin                         | 14/3/1973                       | Xem Quan hệ Việt Nam - Benin |
| Guiné-Bissau                  | 30/9/1973                       | Xem Quan hệ Việt Nam - Guiné-Bissau |
| Burkina Faso                  | 16/11/1973                      | Xem Quan hệ Việt Nam - Burkina Faso |
| Gambia                        | 30/11/1973                      | Xem Quan hệ Việt Nam - Gambia |
| Gabon                         | 9/1/1975                        | Xem Quan hệ Việt Nam - Gabon |
| Togo                          | 8/2/1975                        | Xem Quan hệ Việt Nam - Togo |
| Niger                         | 7/3/1975                        | Xem Quan hệ Việt Nam - Niger |
| Libya                         | 15/3/1975                       | Xem Quan hệ Việt Nam - Libya |
| Burundi                       | 16/4/1975                       | Xem Quan hệ Việt Nam - Burundi |
| Mozambique                    | 25/6/1975                       | Xem Quan hệ Việt Nam - Mozambique |
| Cabo Verde                    | 8/7/1975                        | Xem Quan hệ Việt Nam - Cabo Verde |
| Rwanda                        | 30/9/1975                       | Xem Quan hệ Việt Nam - Rwanda |
| Bờ Biển Ngà                   | 6/10/1975                       | Xem Quan hệ Việt Nam - Bờ Biển Ngà |
| Angola                        | 12/11/1975                      | Xem Quan hệ Việt Nam - Angola |
| Ethiopia                      | 23/2/1976                       | Xem Quan hệ Việt Nam - Ethiopia |
| Nigeria                       | 25/5/1976                       | Xem Quan hệ Việt Nam - Nigeria |
| São Tomé và Príncipe          | 6/11/1976                       | Xem Quan hệ Việt Nam - São Tomé và Príncipe |
| Sierra Leone                  | 24/6/1978                       | Xem Quan hệ Việt Nam - Sierra Leone |
| Cộng hòa Dân chủ Ả Rập Xarauy | 2/3/1979                        | Xem Quan hệ Việt Nam - Sahrawi |
| Seychelles                    | 16/8/1979                       | Xem Quan hệ Việt Nam - Seychelles |
| Zimbabwe                      | 24/7/1981                       | Xem Quan hệ Việt Nam - Zimbabwe |
| Tchad                         | 5/10/1981                       | Xem Quan hệ Việt Nam - Tchad |
| Namibia                       | 21/3/1990                       | Xem Quan hệ Việt Nam - Namibia |
| Djibouti                      | 30/4/1991                       | Xem Quan hệ Việt Nam - Djibouti |
| Eritrea                       | 20/7/1993                       | Xem Quan hệ Việt Nam - Eritrea |
| Nam Phi                       | 22/12/1993                      | Xem Quan hệ Việt Nam - Nam Phi (Đối tác toàn diện từ năm 2004) |
| Mauritius                     | 4/5/1994                        | Xem Quan hệ Việt Nam - Mauritius |
| Kenya                         | 21/12/1995                      | Xem Quan hệ Việt Nam - Kenya |
| Lesotho                       | 6/1/1998                        | Xem Quan hệ Việt Nam - Lesotho |
| Trung Phi                     | 10/11/2008                      | Xem Quan hệ Việt Nam - Trung Phi |
| Botswana                      | 11/2/2009                       | Xem Quan hệ Việt Nam - Botswana |
| Eswatini                      | 21/5/2013                       | Xem Quan hệ Việt Nam - Eswatini |
| Comoros                       | 25/9/2015                       | Xem Quan hệ Việt Nam - Comoros |
| Liberia                       | 28/6/2016                       | Xem Quan hệ Việt Nam - Liberia |
| Nam Sudan                     | 21/2/2019                       | Xem Quan hệ Việt Nam - Nam Sudan - Ngày 10/7, Bộ Ngoại giao nước Cộng hòa Xã hội chủ nghĩa Việt Nam đã ra tuyên bố như sau: "Với lòng mong muốn tăng cường quan hệ hữu nghị và hợp tác với Nam Sudan, Chính phủ nước Cộng hòa Xã hội chủ nghĩa Việt Nam công nhận Nam Sudan là Nhà nước độc lập, có chủ quyền và sẵn sàng thỏa thuận thiết lập quan hệ ngoại giao đầy đủ với Nam Sudan". - Nhân dịp Nam Sudan chính thức tuyên bố độc lập, ngày 10/7/2011, Chủ tịch nước Nguyễn Minh Triết đã gửi điện mừng đến Salva Kiir Mayardit, Tổng thống Nam Sudan. - Ngày 21/2/2019, hai nước chính thức thiết lập quan hệ ngoại giao (TLQHNG), thông cáo chung về việc TLQHNG được ký tại trụ sở Phái đoàn đại diện thường trực Việt Nam tại Liên hợp quốc. |
| Malawi                        | 23/9/2024                       | Xem Quan hệ Việt Nam - Malawi - Việt Nam và Malawi chưa thiết lập quan hệ ngoại giao. Tháng 10/2011, hai bên đã thống nhất dự thảo thông cáo chung thiết lập quan hệ ngoại giao và hoàn tất thủ tục ủy quyền cho Đại sứ, Trưởng Phái đoàn mỗi nước tại New York ký TC thiết lập QHNG. Tuy nhiên do vấn đề nội bộ, phía Malawi chưa thực hiện được. Đến nay hai nước đang trong quá trình khởi động lại việc thiết lập quan hệ ngoại giao. - Quan hệ kinh tế và thương mại giữa Việt Nam và Malawi còn ở mức rất khiêm tốn. Kim ngạch thương mại song phương khoảng hơn 3 triệu USD (2017), Việt Nam thu nhập khoảng 2,5 triệu USD với các mặt hàng chủ yếu là nguyên phụ liệu thuốc lá, bông và đậu tương. - Hiện hai nước trao đổi chủ yếu qua kênh Phái đoàn Việt Nam tại Liên hợp quốc. Đại sứ quán Việt Nam tại Mô-dăm-bích được giao theo dõi Malawi. - Ngày 23/9/2022, bên lề Tuần lễ cấp cao Đại hội đồng Liên hợp quốc (ĐHĐ LHQ) khóa 77, Phó Thủ tướng Thường trực Chính phủ Phạm Bình Minh đã có các cuộc tiếp xúc song phương với Bộ trưởng Ngoại giao Malawi. Tiếp Bộ trưởng Ngoại giao Malawi Nency Tembo, Phó Thủ tướng Thường trực Phạm Bình Minh đề nghị hai bên sớm ký Thông cáo chung về việc thiết lập quan hệ ngoại giao; thông báo Việt Nam đang hoàn tất việc cử quan sát viên tại Liên minh châu Phi; cảm ơn sự ủng hộ của Malawi và mong muốn cùng Malawi thúc đẩy quan hệ hợp tác tốt đẹp giữa Việt Nam và các nước châu Phi. Hai bên tin tưởng quan hệ chính trị-ngoại giao tốt đẹp sẽ là nền tảng cho phát triển kinh tế, thương mại trong thời gian tới. - Ngày 23/9/2024 theo giờ Hoa Kỳ, tại trụ sở Phái đoàn thường trực Việt Nam tại Liên hợp quốc ở New York, Hoa Kỳ, Phó Thủ tướng, Bộ trưởng Ngoại giao Bùi Thanh Sơn đã cùng Bộ trưởng Ngoại giao Malawi Nancy Tempo chứng kiến lễ ký thông cáo chung thiết lập quan hệ ngoại giao. |

### Châu Đại Dương
| Quốc gia          | Ngày bắt đầu quan hệ ngoại giao   | Ghi chú                                                                       |
| ----------------- | --------------------------------- | ----------------------------------------------------------------------------- |
| Úc                | 26/2/1973                         | Xem Quan hệ Việt Nam - Úc (Đối tác chiến lược toàn diện từ năm 2024)          |
| New Zealand       | 19/6/1975                         | Xem Quan hệ Việt Nam - New Zealand (Đối tác chiến lược toàn diện từ năm 2025) |
| Vanuatu           | 3/3/1982                          | Xem Quan hệ Việt Nam - Vanuatu                                                |
| Papua New Guinea  | 3/11/1989                         | Xem Quan hệ Việt Nam - Papua New Guinea                                       |
| Quần đảo Marshall | 1/7/1992                          | Xem Quan hệ Việt Nam - Quần đảo Marshall                                      |
| Fiji              | 14/5/1993                         | Xem Quan hệ Việt Nam - Fiji                                                   |
| Samoa             | 9/3/1994                          | Xem Quan hệ Việt Nam - Samoa                                                  |
| Micronesia        | 22/9/1995                         | Xem Quan hệ Việt Nam - Micronesia                                             |
| Quần đảo Solomon  | 30/10/1996                        | Xem Quan hệ Việt Nam - Quần đảo Solomon                                       |
| Nauru             | 21/6/2006                         | Xem Quan hệ Việt Nam - Nauru                                                  |
| Palau             | 18/8/2008                         | Xem Quan hệ Việt Nam - Palau                                                  |
| Kiribati          | 15/9/2014                         | Xem Quan hệ Việt Nam - Kiribati                                               |
| Quần đảo Cook     | 26/4/2022                         | Xem Quan hệ Việt Nam - Quần đảo Cook                                          |
| Tonga             | 21/9/2023                         | Xem Quan hệ Việt Nam - Tonga                                                  |
| Tuvalu            | Chưa thiết lập quan hệ ngoại giao | Xem Quan hệ Việt Nam - Tuvalu                                                 |